# 溫勇男
温勇男（1941年—1973年10月12日），臺灣臺東縣太麻里鄉郵差，颱風娜拉時在知本溪殉職，為臺灣第一位被立碑、塑建銅像、入祀忠烈祠的郵差。

## 殉職
溫勇男1941年生，為太麻里郵務士。
1973年10月9日，娜拉颱風侵襲臺東，知本溪、太平溪、華源地區上游多處崩塌，以太麻里受損最嚴重。次日，堤防潰決、橋樑中斷，南迴公路中斷，阻絕南迴線的郵運。臺東郵局於同月11日上午派出六人押運郵包，在知本溪畔和對岸太麻里郵局人員會合，以人力交換郵包。
溫勇男和同事葉福年在雨中徒步三個多小時，從臺東郵局同事換得郵包後，於12日折返，欲與南迴線郵車相接駁，南行約二十公里，在當日早上7點半走到知本溪畔，因現知本橋毀損，無法通行。溫勇男在渡溪時，途中溪水暴漲，在被沖走前將郵包拋給對岸等候著的同仁。

## 身後

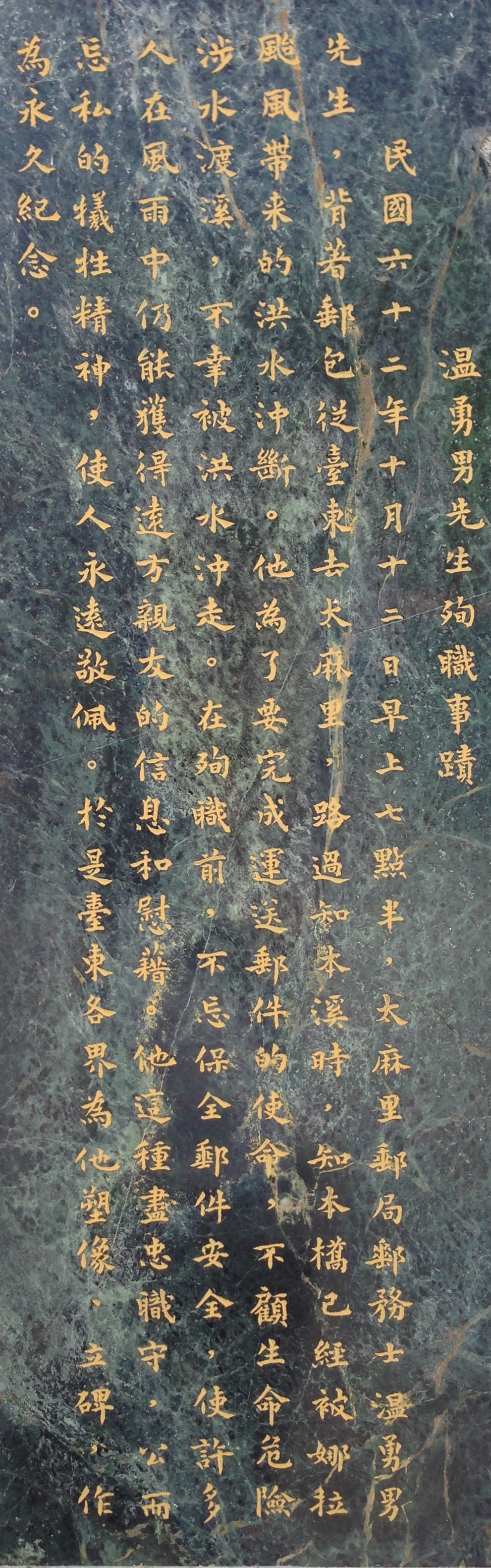
溫勇男銅像碑文

溫勇男被水沖走三日後，在溪畔尋獲了遺體。時任交通部郵政總局局長王叔朋在弔文也舉了九一八事變後中國東北郵政人員秘密郵路的創立、八二三炮戰期間金門郵局吳萬雷冒險泅海搶救郵件、八七水災斗六郵局王永豐的殉職為例，說相互輝映。
同月30日，中國國民黨台東縣黨部主任委員蔡憲六召集成立「溫故郵務士殉職紀念碑籌建委員會」，以台東縣縣長黃鏡峰、台東縣議會議長蔣聖愛、台東縣團管區司令黃澤涵、救國團總幹事楊敬、臺東縣新聞記者公會理事長林世蔭、台灣省公路局第三工務段段長張藩如、臺東郵局局長王文達、臺東鎮鎮長莊丁波、卑南鄉鄉長李添登等為籌建委員會委員。建碑費用約計新臺幣十二萬元。建碑土地復承臺東縣政府及知本大飯店免費撥用。紀念碑圖樣亦承知本大飯店董事長簡伯勳聘請名家設計。臺東鎮西北廣告社陳興泉免費塑像。
銅像立在其殉職的知本溪，入選文建會全國精選作品。是全台第一位立碑、立銅像的郵務士。銅像在1974年製作，但1976年颱風季節遭知本溪洪水沖毀，陳興泉乃再行製。
溫勇男妻子在郵局作清潔工差事，但下班後需作塑膠花等家庭代工才能負擔家計。溫中成考進郵局，後來轉任警務。長女溫芳儷和次子溫明峻都進入郵局服務。
溫勇男去世時，女兒溫美玲僅1歲，在小學四年級時就曾兩次自殺未遂紀錄。1989年4月24日下午，就讀台東女中二年級的溫美玲在台東市新生路住處上吊自殺。校方研判，遠因為溫美玲之母罹患乳癌，而她事母至孝、不願成為拖累，近日則曾與母親鬥嘴。溫美玲遺書裡表露對自己的失望，對學校生活的懷念，以及對母親、姐姐處境的同情。她寫自己試過毒藥，但吃下去之後沒什麼感覺、且難吃得很，想到撞牆又怕成植物人，所以選上吊。她也寫下了尋短見的目的——證實是否有地獄。
1999年行政院修正發布《忠烈祠祀辦法》才不局限於軍人入祀忠烈祠，溫勇男成為中華民國郵政史上第一位入祀忠烈祠的郵差。南區郵政管理局長楊煌彬任內，促成溫勇男進入忠烈祠。次年9月2日，於台東市鯉魚山忠烈祠舉行入祀典禮與「向勇者─溫勇男先生致敬追思音樂會」，由長女溫芳儷引靈，遺孀溫葉金李、長子溫中成、次子溫明峻參與。

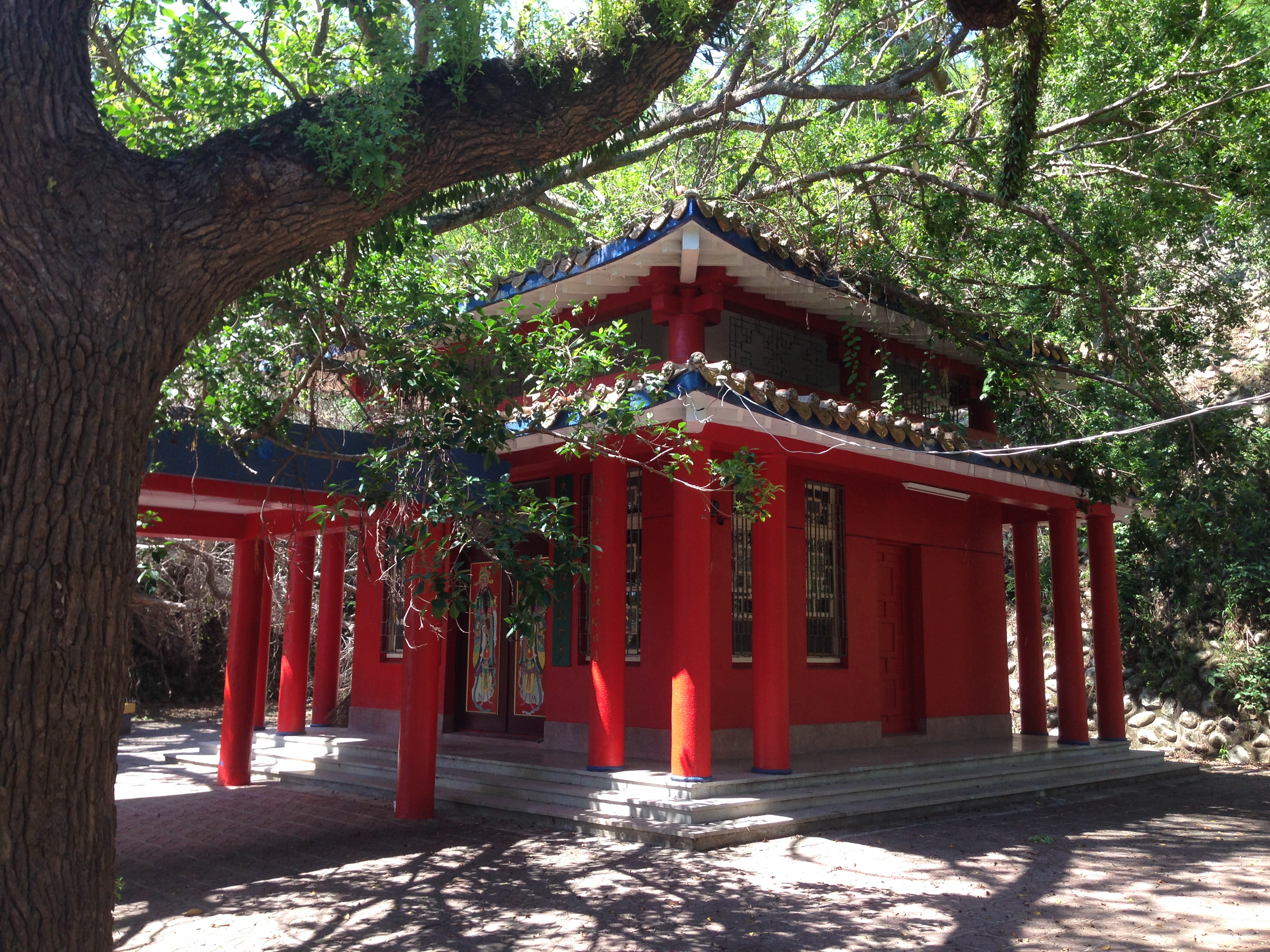
臺東縣忠烈祠

原先荒草之間的銅像也從橋邊遷移到整治完工後的河邊公園。八八風災後，新建一座橫跨知本溪的斜張橋，以溫勇男之名命名，也就是勇男橋。
2013年10月12日，舉行溫勇男追思音樂會。一名背著郵袋的郵務士，赤腳涉渡溪再拋給岸上的同事，以重現溫勇男生前的一刻。岸上同事將郵袋交給臺東郵局蔡居隆經理。蔡居隆再到溫勇男的銅像前獻上，說：「前輩，您的任務完成了，信件已送達郵局，臺東郵局以您為榮。」
立委劉櫂豪、議長饒慶鈴、陳興泉也到場追思。陳興泉說溫郵差的雕像作品入選文建會全國精選作品，這也是台東之光。
溫芳儷對父親的感情，如此說：「好像有一次我在某張卡片上看到的，在牆的另一面，有株盛放的玫瑰花，在牆這邊的我們，雖然看不見它，卻可以聞到玫瑰的芬芳。」